# Arden on the Severn
Arden on the Severn es un lugar designado por el censo ubicado en el condado de Anne Arundel en el estado estadounidense de Maryland. En el Censo de 2010 tenía una población de 1953 habitantes y una densidad poblacional de 460,35 personas por km².

## Geografía
Arden on the Severn se encuentra ubicado en las coordenadas 39°4′4″N 76°35′47″O / 39.06778, -76.59639. Según la Oficina del Censo de los Estados Unidos, Arden on the Severn tiene una superficie total de 4.24 km², de la cual 3.7 km² corresponden a tierra firme y (12.76%) 0.54 km² es agua.

## Demografía
Según el censo de 2010, había 1953 personas residiendo en Arden on the Severn. La densidad de población era de 460,35 hab./km². De los 1953 habitantes, Arden on the Severn estaba compuesto por el 95.49% blancos, el 1.18% eran afroamericanos, el 0.2% eran amerindios, el 0.72% eran asiáticos, el 0.05% eran isleños del Pacífico, el 0.2% eran de otras razas y el 2.15% pertenecían a dos o más razas. Del total de la población el 2.25% eran hispanos o latinos de cualquier raza.